# 1948年煽动法令
《1948年煽动法令》（英語：Sedition Act 1948）是一项对煽动者进行惩处的法令。该法令最初是由英属马来亚联合邦殖民政府于1948年所制定的。该法令将具有「煽动性倾向」的言论定为犯罪，包括「煽动仇恨」、蔑视或激起对政府的不满或引起「不同种族之间的恶意和敌对情绪」的言论等。「煽动性倾向」一词的含义在该法令的第3节中定义，其实质类似于英国的普通法对煽动叛乱的定义，并根据当地情况进行了修改。
该法令于1969年被马来西亚国会重新修订。马来西亚政府对「煽动性倾向」一词的定义包括质疑《马来西亚联邦宪法》部分与社会契约有关的条文。

## 立法背景
《1948年煽动法令》（Sedition Ordinance 1948）是英属马来亚联合邦政府于1948年制定的法律，主要是为了对付马来亚内的共产党势力。1957年8月31日马来亚联合邦独立和1963年9月16日马来西亚联邦成立后，该法令仍然被保留在成文法中。
《马来亚联合邦宪法》及后来的《马来西亚联邦宪法》允许国会对宪法赋予的言论自由权利施加限制。五一三事件发生后，联邦政府修改宪法，扩大了言论自由的限制范围。1971年马来西亚联邦宪法修正案将宪法第三章（公民权）、第152条（国语及其它语言地位）、第153条（土著特别配额）及第181条（统治者主权地位）指定为受特别保护条文（也被称为「敏感条文」），并允许国会通过立法限制任何与社会契约有关的议论。在修改联邦宪法后，国会随后相应地重新修订《1948年煽动法令》，禁止议员对宪法第三章（公民权）、第152条（国语及其它语言地位）、第153条（土著特别配额）及第181条（统治者主权地位）等条文的有效性作出公开质疑，但可以探讨其执行方式。议员不能扬言推翻最高元首或各州的君主，但对元首的议论则是豁免于司法检控的。

## 内容
当前版本的《1948年煽动法令》于2015年6月4日被国会修订，由11个部分组成（包括6个修正案，其中部分修正案并没有生效）。
- 第1节：简称
- 第2节：释义
- 第3节：煽动倾向
- 第4节：犯罪
- 第5节：法律程序
  - 第5A节：法院禁止他人离开马来西亚的权力
- 第6节：证据
  - 第6A节：不适用《刑事诉讼法》第173A，293和294条
- 第7节：煽动性刊物的无辜接受者
- 第8节：发出搜查令
- 第9节：暂停包含煽动性内容的报纸
- 第10节：法院禁止发行煽动性出版物的权力
  - 第10A节：以电子方式发布有关煽动性出版物的命令的特别权力
- 第11节：无逮捕令逮捕

## 「煽动性倾向」定义
《1948年煽动法令》第3节有明文规定「煽动性倾向」一词的定义：
1. 导致憎恨、藐视或对任何统治者或任何政府产生不满。
2. 唆使公民或居民以不是法律所允许的手段去改变法律已经规定的事物。
3. 导致憎恨、藐视或对马来西亚或各州司法行政产生不满。
4. 导致公民之间产生不满。
5. 促使马来西亚人口中族群与族群之间或阶级与阶级之间产生恶意及敌对情绪。
6. 质疑受到《联邦宪法》第三章或第152、153或181条款保护或规定的任何事项、权利、地位、职务、特权、主权或君权。

2015年，时任首相纳吉领导的国阵政府通过加强《1948年煽动法令》程序，推出一项新的反恐法案《煽动叛乱法》，恢复无限期拘留而不审判的制度。修订后的法案规范被视为煽动骚乱或宗教紧张的言论，还允许政府删除网上的煽动性材料。
2024年，内阁批准修订《1948年煽动法令》程序，防止涉及种族、宗教和王室（Race, Religion & Royalty）的3R政治敏感课题。

## 争议
2014年9月5日，多达128个非政府组织发表文告成立「废除煽动法令运动」（GHAH）组织，要求联邦政府废除《1948年煽动法令》，并严正抗议政府继续使用具压迫性、殖民元素和违反民主的《1948年煽动法令》。此外，他们也认为煽动法令的诠释太广，让政府能轻易滥用，以对付任何对政府、领袖和执政党作出正当批评、发表民主言论的人士冠上罪名。
|                                    | 根据煽动法令，几乎所有关于类似争议的话语和出版，都能视之为煽动。因此，该恶法明显用于保护当权者利益，钳制反对者与不满者，让特定议题成为禁忌。以此扼杀公民自由，营造出让人生畏的氛围，不禁让人联想到在马哈迪铁腕政权时代的白色恐怖。政府滥用煽动法令的趋势，自2013年6月兴权会领袖乌达雅古玛及2014年2月已故行动党前主席卡巴星被煽动法令定罪的案件中，可见一斑。除此，我们也高度关注总检察署在煽动法令下，明显地选择性提控批评政府者的举动。过去一个月，只见煽动法令动辄为新一波政治打压，阻吓的目标人物包括民选议员和律师，然两者的天职皆为大众利益而发声。 |
| ——「废除煽动法令运动」（GHAH）组织 | |

2014年12月，肯雅兰全民党呼吁时任首相纳吉·阿都拉萨兑现他在2012年7月11日许下的承诺，废除《1948年煽动法令》。肯雅兰全民党认为《1948年煽动法令》是执政当局用来打击政治异议，维护其集团利益的政治工具。煽动法可以有广泛的詮释，可以随执政当局的标准来注释。只要有不满现执政者的行动、言论、演讲、出版物的内容、倾向，都可能被定罪，加以逮捕。
2020年7月23日，时任内政部长韩沙再努丁在国会下议院以书面回答民主行动党全国署理主席哥宾星提问时表明，政府不会废除《1948年煽动法令》。
2024年10月，安华政府内政部长赛夫丁纳苏迪安披露，虽然已在宪报公布2015年修订案删除了《煽动法令》第3(1)(a)条文中的「或任何政府」字眼，使得批评政府不再构成犯罪，但该条件至今仍然没有生效。赛夫丁也列出煽动倾向罪名，同时解释称警方在调查3R案件时，以《煽动叛乱法》、《刑法》以及《通讯与多媒体法令》为指导，而自2022年至2024年9月30日，警方共调查了506起3R案件，其中42起案件被诉诸法庭。